# 恰薩爾十四面體
恰薩爾十四面體是一種可以對應到拓撲环面的非凸多面體，由阿科斯·恰薩爾於1949年發現。這個多面體中間有一個孔洞，由14個不等邊三角形面組成。特別地，這個多面體不存在對角線，也就是說任兩個頂點之間所形成的線段都位於其表面邊界上，同時，其也對應到七的頂點的完全圖。:139-143

## 性質

恰薩爾十四面體的正交投影圖。 在其可用滑鼠轉動以便觀察整個模型

恰薩爾十四面體由14個面、21條邊和7個頂點組成。在這七個頂點中，每個頂點都是6個三角形的公共頂點，其可以分成3組和一個單獨的頂點，三組兩兩相等，與其對偶多面體——希洛西七面體的面對應。在其14個面中，有2個等邊三角形、2個等腰三角形和10個鈍角三角形。

### 完全圖
恰薩爾十四面體是一種不存在對角線的流形多面體結構。也就是說，對恰薩爾十四面體的所有頂點而言，任意兩個頂點間皆有一條邊連接，因此這個多面體不存在任何不在邊界上且連接兩個頂點的線段。這種性質目前已知僅有正四面體和恰薩爾十四面體擁有。這種性質在圖論中稱為完全圖，也就是說恰薩爾十四面體可以對應到七個頂點的完全圖。
若一個在一個有h個孔洞的環面構建一個邊界包含v個頂點的多面體，且所有頂點中任兩個頂點間都有邊相連，則其部分的歐拉特徵數會具有以下關係：
{\displaystyle h={\frac {(v-3)(v-4)}{12}}.}
對於零個孔、四個頂點（h=0、v=4）的四面體和1個孔、7個頂點（h=1、v=7）的恰薩爾十四面體都滿足這個方程。下一個可能的整數解是6個孔、12個頂點（h=6、v=12）具有44個面和66個條邊的多面體。然而目前並不知道是否存在實體的多面體滿足這個特性，而非僅能以抽象多面體的方式存在。更無法確定這樣的多面體是否能在更高虧格的環面下存在。更一般地，當v除以12餘0、3、4或7時，上述等式給出的h值皆為整數。

### 頂點座標
恰薩爾十四面體的最短邊長為{\displaystyle {\tfrac {\sqrt {1238}}{6}}\approx 5.8642}單位長，且幾何中心位於原點時，此時7頂點的座標分別為：

{\displaystyle \left(\pm 12,\,0,\,-6{\sqrt {2}}\right)}、{\displaystyle \left(0,\,\pm 12,\,6{\sqrt {2}}\right)}、{\displaystyle \left(-4,\,-3,\,{\frac {\sqrt {2}}{2}}\right)}、{\displaystyle \left(4,\,3,\,{\frac {\sqrt {2}}{2}}\right)}、{\displaystyle \left(0,\,0,\,{\frac {8{\sqrt {2}}}{3}}\right)}。
其中，有正負號者代表兩個頂點。在這樣的頂點配置下，恰薩爾十四面體21條邊中共有8個不同的邊長，分別為：{\displaystyle {\frac {\sqrt {1238}}{6}}}（兩條邊）、10、{\displaystyle {\frac {3{\sqrt {70}}}{2}}}（四條邊）、{\displaystyle {\frac {2{\sqrt {374}}}{3}}}（兩條邊）、{\displaystyle {\frac {2{\sqrt {662}}}{3}}}（兩條邊）、{\displaystyle {\frac {3{\sqrt {134}}}{2}}}（兩條邊）、{\displaystyle {\frac {\sqrt {1938}}{2}}}（兩條邊）、24（六條邊）。

### 體積與表面積
若一恰薩爾十四面體最短邊長為單位長，則其體積約為8.50517立方單位、表面積{\displaystyle A}為：
{\displaystyle A={\frac {6{\sqrt {3}}+6{\sqrt {38}}+2{\sqrt {101}}+3{\sqrt {602}}+{\sqrt {713}}+{\sqrt {755}}+3{\sqrt {878}}}{6}}\approx 47.3597}平方單位

## 用途
恰薩爾十四面體對應的圖和其對偶圖可以用來查找斯坦纳三元系統（Steiner triple systems）。